# Drosophila trifiloides
Drosophila trifiloides är en tvåvingeart som beskrevs av William Morton Wheeler 1957.

## Taxonomi och släktskap
Drosophila trifiloides ingår i släktet Drosophila och familjen daggflugor.

## Utbredning
Artens utbredningsområde är Colombia och Honduras.